# Campionati europei di atletica leggera 2016 - Staffetta 4×400 metri maschile
La staffetta 4×400 metri maschile ai Campionati europei di atletica leggera di Amsterdam 2016 si è svolta il 9 e 10 luglio 2016 all'Olympisch Stadion di Amsterdam.

## Programma
| Data           | Ora   | Evento         |
| -------------- | ----- | -------------- |
| 9 luglio 2016  | 19:15 | Qualificazioni |
| 10 luglio 2016 | 18:50 | Finale         |

Ora locale (UTC+2).

## Risultati

### Batterie
Le prime tre nazioni di ogni gruppo (Q) e i successivi du migliori tempi (q) accedono alla finale.
| Class | Gruppo | Nazione       | Atleti                                                                     | Tempo   | Note                                     |
| ----- | ------ | ------------- | -------------------------------------------------------------------------- | ------- | ---------------------------------------- |
| 1     | 1      | Gran Bretagna | Rabah Yousif, Delano Williams, Nigel Levine, Jarryd Dunn                   | 3:01.63 | Q, EL                                    |
| 2     | 1      | Polonia       | Michał Pietrzak, Kacper Kozłowski, Jakub Krzewina, Łukasz Krawczuk         | 3:02.09 | Q,                                       |
| 3     | 1      | Rep. Ceca     | Jan Tesař, Pavel Maslák, Michal Desenský, Patrik Šorm                      | 3:02.66 | Q,                                       |
| 4     | 2      | Belgio        | Dylan Borlée, Robin Vanderbemden, Jonathan Borlée, Julien Watrin           | 3:03.15 | Q,                                       |
| 5     | 2      | Ucraina       | Danylo Danylenko, Yevhen Hutsol, Volodymyr Burakov, Vitaliy Butrym         | 3:03.93 | Q                                        |
| 6     | 2      | Germania      | Constantin Schmidt, Patrick Schneider, Kamghe Gaba, Johannes Trefz         | 3:03.97 | Q,                                       |
| 7     | 2      | Paesi Bassi   | Liemarvin Bonevacia, Terrence Agard, Bjorn Blauwhof, Maarten Stuivenberg   | 3:04.04 | q                                        |
| 8     | 1      | Irlanda       | Brian Gregan, Craig Lynch, David Gillick, Thomas Barr                      | 3:04.42 | q                                        |
| 9     | 1      | Turchia       | Halit Kılıç, Yasmani Copello, Batuhan Altıntaş, Yavuz Can                  | 3:04.65 |                                          |
| 10    | 2      | Spagna        | Samuel García, Lucas Búa, Sergio Fernández, Lluis Vallejo                  | 3:04.77 |                                          |
| 11    | 2      | Svezia        | Axel Bergrahm, Erik Martinsson, Felix Francois, Adam Danielsson            | 3:04.95 | Miglior prestazione personale stagionale |
| 12    | 2      | Francia       | Mamadou Kasse Hann, Ludvy Vaillant, Alexandre Divet, Thomas Jordier        | 3:04.95 |                                          |
| 13    | 1      | Italia        | Lorenzo Valentini, Michele Tricca, Mario Lambrughi, Matteo Galvan          | 3:06.07 | Miglior prestazione personale stagionale |
| 14    | 1      | Svizzera      | Luca Flück, Joel Burgunder, Daniele Angelella, Silvan Lutz                 | 3:06.52 | Miglior prestazione personale stagionale |
| 15    | 2      | Estonia       | Jaak-Heinrich Jagor, Marek Niit, Rivar Tipp, Rauno Kunnapuu                | 3:10.63 | Miglior prestazione personale stagionale |
| 16    | 1      | Norvegia      | Karsten Warholm, Mauritz Kashagen, Josh-Kevin Ramirez Talm, Torbjørn Lysne | 3:10.76 | Miglior prestazione personale stagionale |

### Finale
La finale è stata vinta dalla nazionale belga.
| Class   | Corsia | Nazione       | Atleti                                                                   | Tempo   | Note                                     |
| ------- | ------ | ------------- | ------------------------------------------------------------------------ | ------- | ---------------------------------------- |
| Oro     | 5      | Belgio        | Julien Watrin, Jonathan Borlée, Dylan Borlée, Kévin Borlée               | 3:01.10 | EL                                       |
| Argento | 4      | Polonia       | Łukasz Krawczuk, Kacper Kozłowski, Jakub Krzewina, Rafał Omelko          | 3:01.18 | Miglior prestazione personale stagionale |
| Bronzo  | 3      | Gran Bretagna | Rabah Yousif, Delano Williams, Jack Green, Matthew Hudson-Smith          | 3:01.44 | Miglior prestazione personale stagionale |
| 4       | 8      | Rep. Ceca     | Jan Tesař, Pavel Maslák, Michal Desenský, Patrik Šorm                    | 3:03.86 |                                          |
| 5       | 2      | Irlanda       | Brian Gregan, Craig Lynch, David Gillick, Thomas Barr                    | 3:04.32 | Miglior prestazione personale stagionale |
| 6       | 6      | Ucraina       | Danylo Danylenko, Yevhen Hutsol, Volodymyr Burakov, Vitaliy Butrym       | 3:04.45 |                                          |
| 7       | 1      | Paesi Bassi   | Liemarvin Bonevacia, Terrence Agard, Bjorn Blauwhof, Maarten Stuivenberg | 3:04.52 |                                          |
| 8       | 7      | Germania      | Johannes Trefz, Patrick Schneider, Kamghe Gaba, Constantin Schmidt       | 3:05.67 |                                          |